# Antrocephalus subelongatus
Antrocephalus subelongatus är en stekelart som först beskrevs av Kohl 1906.  Antrocephalus subelongatus ingår i släktet Antrocephalus och familjen bredlårsteklar. Inga underarter finns listade i Catalogue of Life.